# Saint-Lactencin
Saint-Lactencin település Franciaországban, Indre megyében. Lakosainak száma 410 fő (2022. január 1.). Saint-Lactencin Argy, Buzançais, Chezelles, Francillon, Villedieu-sur-Indre és Villegongis községekkel határos.

## Népesség
A település népessége az elmúlt években az alábbi módon változott:
| Lakosok száma | 389  | 366  | 409  | 386  | 421  | 430  | 423  | 406  | 403  | 410  |
|               | 1968 | 1982 | 1990 | 2006 | 2013 | 2015 | 2017 | 2019 | 2020 | 2022 |